# Madeleine du Pic
 (août 2021).
Madeleine du Pic est la marque commerciale déposée en 2014 et appartenant à Blandine Chabanol d'un pâtisserie destinée uniquement au commerce, créée en 1992 et rappelant l'aspect d'une madeleine. Cette marque fait référence au Pic Saint-Loup, dans l'Hérault, en région Occitanie.

## Origine
Cette pâtisserie parfumée au miel et aux amandes a été mise au point par Jean-Luc Chabanol, maître artisan pâtissier. Durant les années 1990 et ses expériences outre-mer, il crée une recette qu'il va peaufiner dans le temps.

## Moyens de fabrication

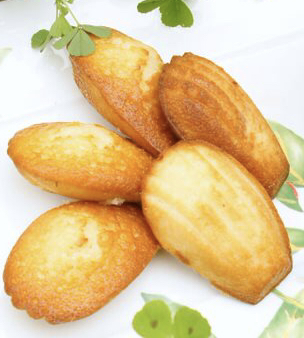
Les pâtisseries commercialisées sous la marque Madeleine du Pic.

En 2018, le couple Chabanol a fait installer un atelier agroalimentaire dévolu à sa fabrication à Saint-Mathieu-de-Tréviers. Cette unité de transformation a permis de plus gros volumes de fabrication commercialisés en France ainsi que, dorénavant, à l'étranger. Elle permet également la conception de nouveaux parfums[source insuffisante].
Pour faire évoluer la préparation initiale vers de nouveaux parfums, le miel est remplacé par du chocolat, du citron, de la châtaigne, du caramel, du sirop d'érable ou de la framboise.

## Composition
Composition,
- sucre glace amylacé (28 %) ;
- blanc d’œuf (28 %) ;
- beurre (23 %) ;
- farine de blé (7 %) ;
- poudre d’amande (7 %) ;
- miel (6 %) ;
- levure chimique (1 %).

Scores nutritionels
- Nutri-score : E.
- NOVA : 4

## Commercialisation
À partir de 2004[réf. nécessaire], elle est commercialisée à Saint-Mathieu-de-Tréviers dans la boulangerie-pâtisserie Chabanol qui en fait son emblème à la suite des deux médailles d’or décernées par les services administratifs héraultais organisateurs de la manifestation « Hérault Gourmand » en 2008 et 2013. En 2014, une « marque » est déposée auprès de l'INPI. En 2016, un site Internet destiné à la vente en ligne de cette pâtisserie est créé.

## Récompenses
Cette pâtisserie a remporté le concours Hérault Gourmand dans la catégorie « madeleine et cake » lors des éditions 2008 et 2012-2013,.
La marque du Conseil Régional Occitanie « Sud de France » apparait également sur l'emballage Madeleine du Pic car cette pâtisserie respecte les conditions d'origines et de savoir faire régional définies par cette administration.